# Abplattung

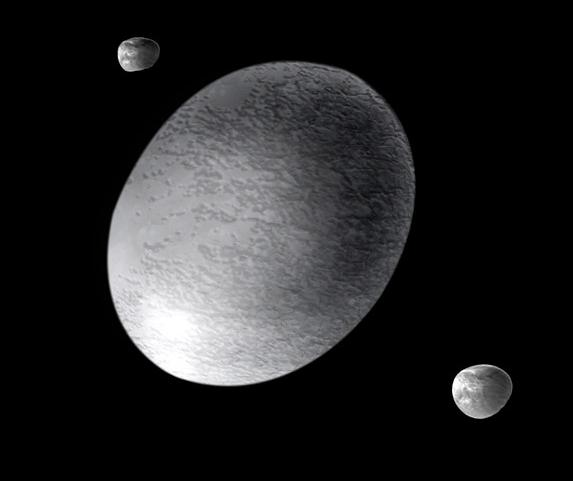
Haumea mit Monden, künstlerische Darstellung.
Durch die starke Drehbewegung ist der Zwergplanet stark abgeplattet.

Unter der Abplattung {\displaystyle f} versteht man die Verformung eines Planeten oder anderen Himmelskörpers durch seine Rotation; es ergibt sich der Äquatorwulst.
Die geometrische Abplattung eines ellipsoidischen Körpers ist der relative Unterschied der Radien a am Äquator und b an den Polen:
{\displaystyle f={\frac {a-b}{a}}=1-{\frac {b}{a}}<1\quad \mathrm {mit} \quad b<a}
Die Abplattung wird üblicherweise angegeben in der Form {\displaystyle 1:x} mit einem Wert {\displaystyle x>1}, der auch als Numerus der Abplattung bezeichnet wird; eine starke Abplattung entspricht dabei einem vergleichsweise kleinen Wert von x.
Die dynamische Abplattung fällt geringer aus als die geometrische.
Von Abplattung spricht man auch bei einem unregelmäßigeren Körper, wenn z. B. sein Meridianschnitt keine Ellipse, sondern ein Sphäroid ist. Dies wirkt sich in deutlichen Anomalien des Schwerefeldes aus, die auch Bahnstörungen von Satelliten bzw. Monden bewirken.

## Ursachen
Gravitationskraft alleine formt kugelförmige Körper, die Abplattung entsteht durch die Fliehkraft {\displaystyle F_{\text{Zf}}}, die aus der Rotation resultiert:
{\displaystyle F_{\text{Zf}}=m\,\omega ^{2}\,r}
mit
- der Masse {\displaystyle m} eines Massenelementes,
- seiner Winkelgeschwindigkeit {\displaystyle \omega }
- und seinem Abstand {\displaystyle r} von der Rotationsachse.

Der Abplattung zuwider läuft die Verformung zweier einander umkreisender Himmelskörper zu verlängerten Ellipsoiden, die durch die Gezeitenreibung hervorgerufen wird und in Richtung der gegenseitigen Gravitationskräfte gerichtet ist. Meist überwiegt jedoch die von der Zentrifugalkraft hervorgerufene Abplattung der Körper, so dass sich die Form des verlängerten Ellipsoids kaum beobachten lässt.

## Zusammenhänge
Betrachtet man starre Körper aus – vereinfachend – konstant dichtem Material, dann steigt sowohl die Gravitationskraft als auch die Zentrifugalkraft (jeweils auf eine Probemasse) linear mit dem Radius des Körpers. Daher wird die Abplattung solcher Körper unabhängig von ihrem Radius nur von der Drehfrequenz bestimmt: Dreht sich ein Körper schneller (= kleinere Umdrehungsperiode bzw. höhere Winkelgeschwindigkeit), so wird er sich stärker abplatten als ein anderer gleich aufgebauter.
Dichteunterschiede bewirken, wenn Strömungen möglich sind, konzentrische Schichtung – das Leichteste (auf der Erde: Luft und Wasser) zuoberst, das Dichteste im Kern im Zentrum der Kugel. Solche Körper mit unterschiedlicher Dichteschichtung im Inneren verhalten sich an der Oberfläche gleich, platten also gleich stark ab, sofern die durchschnittlichen Dichten der jeweils vollständigen Körper übereinstimmen.
Eine geringere Durchschnittsdichte bewirkt allerdings eine geringere Schwerkraft an der Oberfläche und damit bei gleicher Drehfrequenz eine größere Abplattung (Beispiel Gasplaneten).
Ein Kern höherer Dichte wird sich daher weniger stark abplatten als der Gesamtkörper mit leichteren höheren Schichten.
Komplexer sind Betrachtungen an gasförmigen Sternen mit Zonen unterschiedlicher Rotationsfrequenz, wie sie auf der Sonne auftreten (differentielle Rotation).
Wenn sich ein Körper zusammenzieht, ausdehnt oder sich seine Dichte lokal ändert, so ändert sich im Allgemeinen mit dem Trägheitsmoment auch seine Winkelgeschwindigkeit und damit auch die Abplattung, während der Drehimpuls konstant bleibt. Das ist besonders relevant, wenn sich Sterne oder Galaxien im Durchmesser stark verändern. Siehe auch Corioliskraft.
Ähnlich wie regionale Dichteunregelmäßigkeiten Schwereanomalien bewirken, bewirkt die Abplattung eines Gesamtkörpers oder auch seines Kerns eine Schwereabplattung, d. h. die Gravitationskraft auf der Oberfläche des Körpers ist nicht überall gleich groß, sondern hängt vom Ort ab.

## Werte
Die Sonne ist wegen ihrer langen Rotationsdauer (knapp 1 Monat) fast kugelförmig.
Schon bei der Erde (Rotationsdauer 24 Stunden) ist der Durchmesser von Pol zu Pol um 42 km geringer als am Äquator (1:298, Erdabplattung), was aber aus dem Weltraum mit bloßem Auge noch nicht erkennbar ist.
Bei Jupiter und Saturn ist die Abplattung durch die rasche Rotation von etwa 10 Stunden schon im kleinen Fernrohr deutlich sichtbar (1:15 bzw. 1:10).
Größere oder sich sehr rasch drehende Sterne (Rote Riesen, Pulsare etc.) hingegen sind stark abgeflacht. Das Objekt, das die stärkste bisher bekannte Abplattung aufweist, ist Achernar, der durch seine schnelle Rotation bis an die Grenze des theoretisch Möglichen abgeplattet ist (1:3 oder noch stärker). Siehe auch Wega.
Bei unserer Galaxie (Milchstraße) hat ein ähnlicher Effekt seit ihrer Entstehung zu einer Linsenform von etwa 1:4 geführt, obwohl ihre Umdrehung etwa 250 Millionen Jahre dauert.